# Partido Verde de Georgia
El Partido Verde de Georgia (en georgiano: საქართველოს მწვანეთა პარტია) es un partido político verde de Georgia.

## Ideología
El Partido Verde aspira a crear una sociedad "en la que cada persona disponga de un entorno sano, limpio y seguro, que se ajuste armoniosamente a los intereses y necesidades de las generaciones presentes y futuras, una sociedad que no agote los recursos destinados durante siglos en dos décadas, en las que el hombre no existirá para el Estado, sino el Estado - para el hombre, donde cada ciudadano tendrá la oportunidad de revelar plenamente sus capacidades. Una sociedad para la cual la vida de cada persona será el mayor valor".
El partido es miembro del Partido Verde Europeo y de los Global Greens.

## Historia
En mayo de 1988, se creó el primer segmento de la asociación ecológica "Movimiento Verde" en la "Sociedad Rustaveli" y Zurab Zhvania fue elegido presidente. En 1990 se formó el Partido Verde, cuyos fundadores fueron: Zurab Zhvania, Grigol Tumanishvili, Giorgi Baramidze y Revaz Adamia, entre otros. 
Su éxito ha sido desigual: en 1992 contó con 11 de los 235 miembros del parlamento y en 1995 formó parte de la coalición gobernante. Cuando se presentó como candidato independiente en 1999, sólo recibió el 0,55% de los votos. En las elecciones anuladas de 2003 se presentó como parte de la coalición de Eduard Shevardnadze.
En 2012, el partido se unió a la coalición Sueño Georgiano, eligiendo un solo diputado en las elecciones parlamentarias de 2012 y en las de 2016, pero abandonó la coalición antes de las elecciones parlamentarias de 2020. 
Tras las protestas en Georgia de 2023 contra la ley de agentes extranjeros, la presidenta del país Salomé Zurabishvili promovió la Carta de Georgia, un plan para la próxima legislatura en con el objetivo de satisfacer las demandas de los manifestantes y acercar al país a la Unión Europea. El partido, junto con otros partidos de la oposición al gobierno de Sueño Georgiano, se adhirió al estatuto el 4 de junio de 2024. El partido confirmó en su cuenta de Facebook que no participaría en las elecciones parlamentarias de 2024.

## Resultados electorales

### Elecciones parlamentarias
| Elección | Votos     | %     | Representantes | +/–         | Posición | Coalición                      | Candidato              |
| -------- | --------- | ----- | -------------- | ----------- | -------- | ------------------------------ | ---------------------- |
| 1990     | 71.602    | 3,10  | 0/250          | Nuevo       | 4.º      | Bloque de Libertad             |                        |
| 1992     | 113.028   | 4,91  | 11/235         | 11          | 7.º      |                                | Guiorgui Baramidze     |
| 1995     | 504.586   | 25,19 | 2/235          | 9           | 1.º      | Unión de Ciudadanos de Georgia |                        |
| 1999     | 11.400    | 0,57  | 0/235          | 2           | 9.º      |                                |                        |
| 2004     | -         | -     | 0/150          |             | -        |                                |                        |
| 2008     | 15.839    | 0,89  | 0/150          | Sin cambios | 7.º      | Alianza Cristiano-Demócrata    | Guiorgui Gachechiladze |
| 2012     | 1.181.862 | 54,97 | 1/150          | 1           | 1.º      | Sueño Georgiano                | Guiorgui Gachechiladze |
| 2016     | 857.394   | 48,65 | 1/150          | Sin cambios | 1.º      | Sueño Georgiano                | Guiorgui Gachechiladze |
| 2020     | 1.305     | 0,07  | 0/150          | 8           | 35.º     |                                | Guiorgui Gachechiladze |